# Derviš A. Korkut
Deviš Korkut (kolem 1900 Travnik, Bosna a Hercegovina – 1943 Sarajevo, Nezávislý stát Chorvatsko) byl bosenskohercegovský islámský duchovní a pedagog bosňáckého původu. Ke svému jménu si přidával iniciálu A. (tj. syn Asimův), aby se odlišil od příbuzného Derviše Korkuta. Používal též umělecké jméno Ibnul-Ajn.

## Životopis
Narodil se do rodiny s bohatou tradicí islámské vzdělanosti. Jeho děd Muhamed Hazim-efendija Korkut (1824–1920) mezi lety 1877–1914 zastával úřad travnického muftího, jednoho ze šesti hlavních duchovních Islámského společenství v Bosně a Hercegovině. Jeho otec Muhameda Asim-efendija (1873–1939) pak byl učitelem, muderrisem, v travnické medrese.
V islámských vědách se nejprve vzdělával u svého otce v travnické medrese, ve studiu následně pokračoval na egyptské Univerzitě al-Azhar. Po návratu do vlasti privátně dokončil klasické gymnázium. Později byl imámem v muslimské obci v Dubrovníku a krátce nato i Trebinje. Po smrti svého otce se zaujal jeho místo muderrise v Travniku. Poslední rok svého života strávil v Sarajevu jako islámský duchovní ve státní nemocnici.
Jistý čas přispíval do muslimských periodik Novi behar, časopisu spolku el-Hidaje a konečně Věstníku Islámské náboženské obce.